# Fun
A Fun (stilizálva: fun.) népszerű amerikai pop-punk/pop-rock együttes. Legismertebb daluk a 2011-es We Are Young című kislemez, amely Grammy-díjat is nyert, és Magyarországon is több rádióadó játszotta.
2008-ban alakultak meg New Yorkban. A zenekar a The Format nevű együttes feloszlása után jött létre. Karrierjük alatt két nagylemezt jelentettek meg.

## Tagok
- Jack Antonoff – dobfelszerelés, ének, gitár, ütős hangszerek
- Andrew Dost – ének, gitár, billentyűk, basszusgitár
- Nate Ruess – ének

## Diszkográfia

### Stúdióalbumok
- Aim and Ignite (2009)
- Some Nights (2012)